# Tỉnh trưởng Chính phủ Nhân dân tỉnh Sơn Đông
Tỉnh trưởng Chính phủ Nhân dân tỉnh Sơn Đông (tiếng Trung: 山东省人民政府省长, bính âm: Shān Dōng shěng rénmín zhèngfǔ shěng zhǎng, Sơn Đông tỉnh Nhân dân Chính phủ Tỉnh trưởng) được bầu cử bởi Đại hội Đại biểu nhân dân tỉnh Sơn Đông, lãnh đạo bởi thành viên của Đảng Cộng sản Trung Quốc. Cán bộ, công chức lãnh đạo, là Tỉnh trưởng Chính phủ Nhân dân tỉnh Sơn Đông có cấp bậc Bộ trưởng, thường là Ủy viên Ủy ban Trung ương Đảng Cộng sản Trung Quốc các khóa. Tỉnh trưởng Chính phủ Nhân dân là lãnh đạo thứ hai của tỉnh, đứng sau Bí thư Tỉnh ủy. Tỉnh trưởng Chính phủ Nhân dân tỉnh Sơn Đông đồng thời là Phó Bí thư Tỉnh ủy tỉnh Sơn Đông.
Trong lịch sử Cộng hòa Nhân dân Trung Hoa, chức vụ Tỉnh trưởng Chính phủ Nhân dân tỉnh Sơn Đông có các tên gọi là Chủ tịch Chính phủ Nhân dân tỉnh Sơn Đông (1949 - 1955), Tỉnh trưởng Ủy ban Nhân dân tỉnh Sơn Đông (1955 - 1967), Chủ nhiệm Ủy ban Quân Giải phóng Nhân dân Trung Quốc Kiểm soát tỉnh Sơn Đông (1967 - 1968), Chủ nhiệm Ủy ban Cách mạng tỉnh Sơn Đông (1968 - 1979), và Tỉnh trưởng Chính phủ Nhân dân tỉnh Sơn Đông (1979 đến nay). Tất cả các tên gọi này dù khác nhau nhưng cùng có ý nghĩa là Thủ trưởng Hành chính tỉnh Sơn Đông, tức nghĩa Tỉnh trưởng Chính phủ Nhân dân tỉnh Sơn Đông hiện nay.
Tỉnh trưởng Chính phủ Nhân dân tỉnh Sơn Đông hiện tại là Lý Cán Kiệt.

## Lịch sử

### Thời kỳ đầu

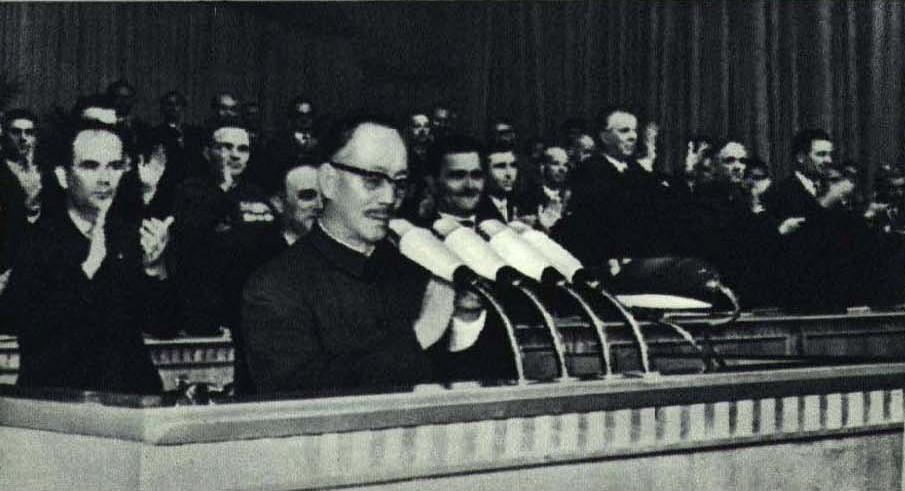
Ảnh năm 1966, Khang Sinh thăm Albania tại Đại hội Đảng Lao động Albania.

Sơn Đông là tỉnh ven biển. Vào ngày 17 tháng 8 năm 1940, Ủy ban Trung ương Đảng Cộng sản Trung Quốc đã quyết định thành lập Ủy ban Xúc tiến công tác thời chiến tỉnh Sơn Đông. Vào tháng 8 năm 1943, đổi tên thành Ủy ban Hành chính thời chiến tỉnh Sơn Đông. Năm 1957, Trần Nghị và Túc Dụ chỉ huy và chiến thắng chiến dịch Mạnh Lương Cố. Năm 1949, sau khi quân đội Hoa Kỳ rút khỏi Thanh Đảo, Giải phóng quân tiến vào đóng quân trong thành phố.

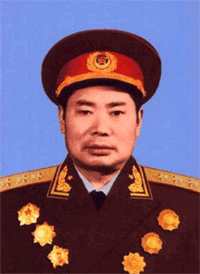
Dương Đắc Chí (1911 – 1994), Thượng tướng, Tham mưu trưởng, Lãnh đạo cấp Phó Quốc gia, Chủ nhiệm Uỷ ban Cách mạng tỉnh Sơn Đông (1971 – 1974).

Vào tháng 12 năm 1949, Chính phủ Nhân dân tỉnh Sơn Đông chính thức được thành lập. Năm 1950, một số phần ở tây bộ Sơn Đông gồm Hà Trạch và Liêu Thành đã bị tách ra để hợp thành tỉnh mới Bình Nguyên, song tỉnh này tách vào năm 1952, các khu vực này lại trở về Sơn Đông. Từ Châu và Liên Vân Cảng của Giang Tô cũng từng thuộc quyền quản lý của Sơn Đông trong giai đoạn 1949 – 1952. Giai đoạn 1949 – 1955, lãnh đạo Sơn Đông là Khang Sinh, Bí thư Tỉnh ủy kiêm Chủ tịch Chính phủ Nhân dân tỉnh Sơn Đông. Thời gian này, ông tỏ ra không hài lòng với sự sắp xếp của Trung ương, là Ủy viên Bộ Chính trị Đảng Cộng sản Trung Quốc chỉ giữ chức Phó Bí thư Trung ương Cục Hoa Đông và Bí thư Tỉnh ủy Sơn Đông. Sau đó, Trung ương đã yêu cầu ông hồi phục ở Hàng Châu. Khang Sinh đã gửi một bức điện nói rằng ông không cần phục hồi, sau đó đổi ý và đến Hàng Châu rồi đến Bệnh viện Bắc Kinh để hồi phục. Lúc này, bác sĩ đánh giá rằng ông bị suy nhược thần kinh. Khang Sinh đã phát biểu rằng ông không có năng lực phát triển kinh tế, xây dựng mà chỉ hiểu về đấu tranh giai cấp, và căn bệnh đến từ đó. Về sau, ông giữ các chức vụ Phó Chủ tịch Uỷ ban Trung ương Đảng Cộng sản Trung Quốc, Ủy viên Ban Thường vụ Bộ Chính trị Đảng Cộng sản Trung Quốc (nhiệm kỳ VIII, XIX, X, vị trí thứ năm, bốn và bảy), Cố vấn Tiểu Tổ Văn Cách Trung ương Trung Quốc, Phó Ủy viên trưởng Ủy ban Thường vụ Đại hội Đại biểu Nhân dân Toàn quốc Cộng hòa Nhân dân Trung Hoa, Phó Chủ tịch Ủy ban Toàn quốc Hội nghị Hiệp thương Chính trị Nhân dân Trung Quốc, Trưởng Ban Tổ chức Trung ương Đảng Cộng sản Trung Quốc, Bí thư Ban Bí thư Ủy ban Trung ương Đảng Cộng sản Trung Quốc, Hiệu trưởng Trường Đảng Trung ương Đảng Cộng sản Trung Quốc. Ông là Lãnh đạo Quốc gia phụ tá Mao Trạch Đông, nhưng lại cùng Tứ nhân bang (Giang Thanh, Trương Xuân Kiều, Diêu Văn Nguyên và Vương Hồng Văn) tham gia tích cực Đại Cách mạng Văn hóa vô sản, sát hại nhiều Đảng viên. Ông qua đời năm 1975, bị khai trừ khỏi Đảng năm 1980.
Vào tháng 3 năm 1955, cơ quan được đổi tên thành Ủy ban Nhân dân tỉnh Sơn Đông. Kế nhiệm Khang Sinh, Tỉnh trưởng Ủy ban Nhân dân tỉnh Sơn Đông là Triệu Kiện Dân (1955- 1958), Đàm Khải Long (1958 – 1963), Bạch Như Băng (1963 – 1967). Trong Nạn đói lớn 1959 – 1961, Sơn Đông là một trong các tỉnh chịu thiệt hai nghiêm trọng nhất toàn quốc, đặc biệt là vùng có Hoàng Hà chảy qua.
Tháng 3 năm 1967, Ủy ban Cách mạng tỉnh Sơn Đông được thành lập. Các Chủ nhiệm là Vương Hiệu Vũ (1967 – 1969), Dương Đắc Chí (1971 – 1974), Bạch Như Băng quay trở lại giữ chức (1974 – 1979). Thượng tướng Quân Giải phóng Nhân dân Trung Quốc Dương Đắc Chí về sau là Uỷ viên Bộ Chính trị Đảng Cộng sản Trung Quốc, Bí thư Ban Bí thư Ủy ban Trung ương Đảng Cộng sản Trung Quốc, Phó Chủ tịch Quân ủy Trung ương Trung Quốc, Tham mưu trưởng Bộ Tham mưu liên hợp Quân ủy Trung ương Trung Quốc, Lãnh đạo cấp Phó Quốc gia. Dương Đắc Chí cùng Từ Hướng Tiền, Hứa Thế Hữu tham gia Chiến tranh biên giới Việt – Trung 1979.

### Thủ trưởng hiện đại hóa

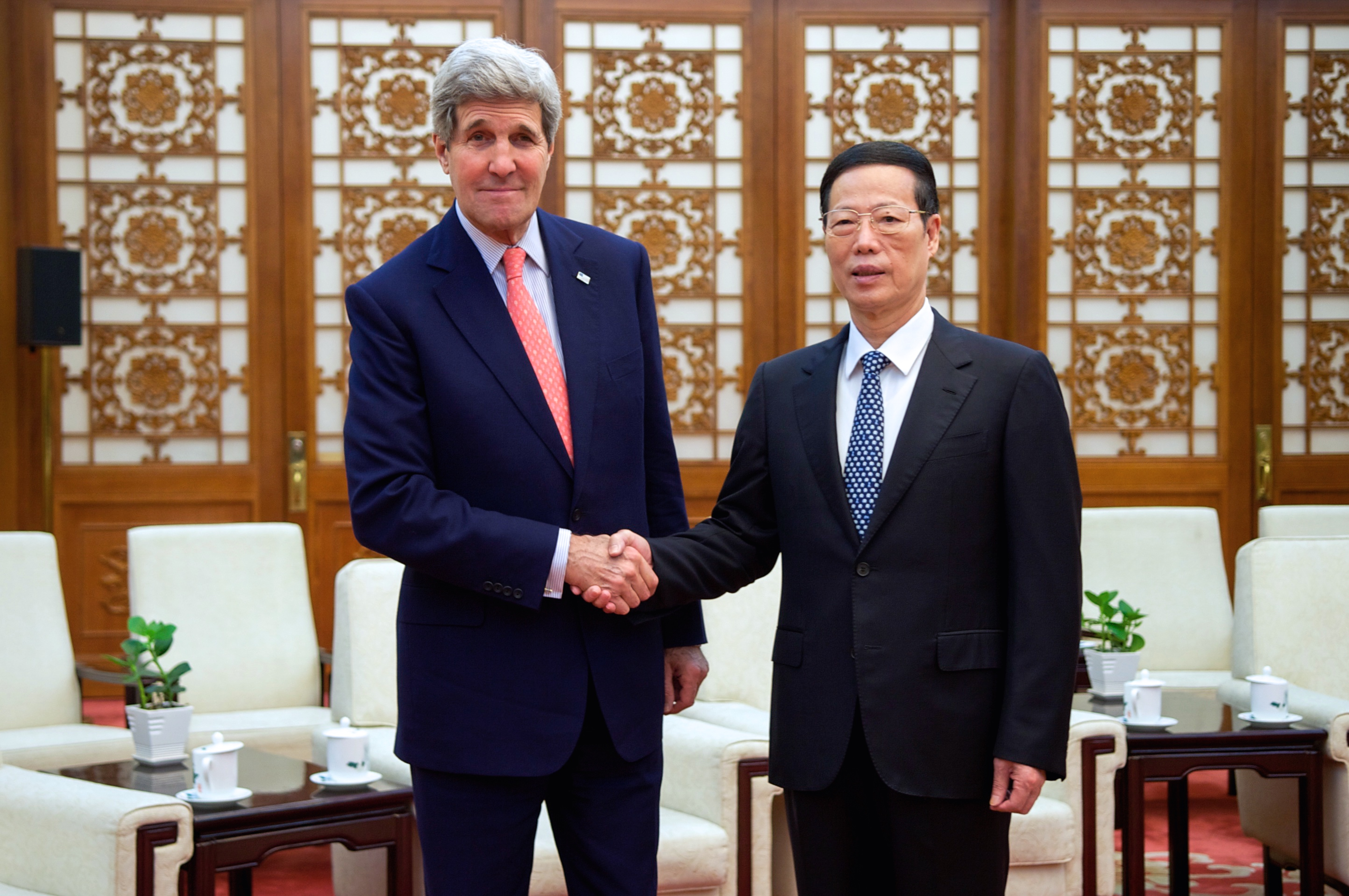
Lãnh đạo Quốc gia, Phó Tổng lý thứ nhất Quốc vụ viện Trương Cao Lệ bắt tay Bộ trưởng Ngoại giao Hoa Kỳ John Kerry tại Bắc Kinh.

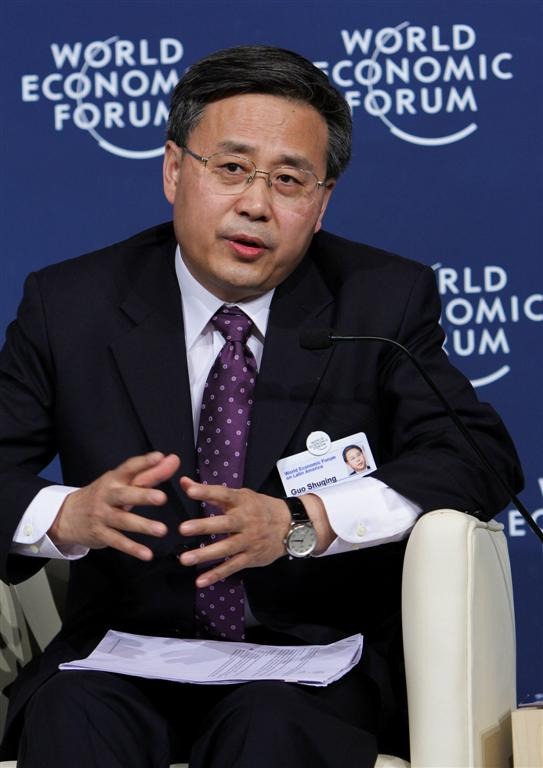
Quách Thụ Thanh (1955), Chủ tịch Ủy ban Điều hành Ngân hàng Trung Quốc, Tỉnh trưởng Chính phủ Nhân dân tỉnh Sơn Đông (2013 – 2017). (ảnh năm 2008 tại Diễn đàn Kinh tế thế giới, Nam Mỹ).

Tháng 12 năm 1979, Ủy ban Cách mạng tỉnh Sơn Đông giải thế và Chính phủ Nhân dân tỉnh Sơn Đông được tái lập. Từ thập niên 1980, sau kỳ cải cách mở cửa phát triển kinh tế, Sơn Đông, đặc biệt là vùng duyên hải đông bộ, đã có sự phát triển to lớn về kinh tế, trở thành một trong các tỉnh giàu có nhất của Trung Quốc. Các Tỉnh trưởng Chính phủ Nhân dân tỉnh Sơn Đông từ năm 1979 là Tô Nghị Nhiên (1979 – 1982), Lương Bộ Đình (1982 – 1985), Lý Xương An (1985 – 1987), Khương Xuân Vân (1987 – 1989), Triệu Chí Hạo (1989 – 1995), Lý Xuân Đình (1995 – 2001), Trương Cao Lệ (2001 – 2003), Hàn Ngụ Quần (2003 – 2007), Khương Đại Minh (2007 – 2013), Quách Thụ Thanh (2013 – 2017), Cung Chính (2017 – nay). Trong đó, Khương Xuân Vân (1930 -) là Ủy viên Bộ Chính trị Đảng Cộng sản Trung Quốc, Phó Tổng lý Quốc vụ viện, Bí thư Ban Bí thư Ủy ban Trung ương Đảng Cộng sản Trung Quốc, Lãnh đạo cấp Phó Quốc gia, và Trương Cao Lệ (1946), Ủy viên Ban Thường vụ Bộ Chính trị Đảng Cộng sản Trung Quốc (Vị trí thứ bảy), Phó Tổng lý Quốc vụ viện thứ nhất, là Lãnh đạo Quốc gia vị trí thứ bảy (2012 – 2017). Từ năm 1949 đến 2020, Sơn Đông có tới bốn Tỉnh trưởng Chính phủ Nhân dân tỉnh Sơn Đông về sau là Lãnh đạo Quốc gia, Lãnh đạo Phó Quốc gia.
Các Tỉnh trưởng Chính phủ Nhân dân tỉnh Sơn Đông thế kỷ XXI đều là chuyên gia kinh tế. Sơn Đông có dân đông đảo và kinh tế cao. Năm 1978, GDP Sơn Đông đứng thứ tư trong cả nước. Trong 30 năm 1979 – 2008, tốc độ tăng trưởng GDP trung bình hàng năm ở Sơn Đông là 11,6%, đứng thứ năm trong cả nước sau Quảng Đông, Chiết Giang, Phúc Kiến và Nội Mông Cổ, trong đó tốc độ tăng trưởng GDP từ 1992 đến 1995 vượt quá 20%. Kể từ năm 2007, kinh tế Sơn Đông đã đứng thứ ba trong cả nước. Năm 2014, tổng GDP của Sơn Đông là gần một nghìn tỷ USD và GDP bình quân đầu người là 9.911 USD. Trong năm 2015, GDP tăng 8,0%, vượt sáu nghìn tỷ NDT. Năm 2015, 15 tỉnh và thành phố thuộc tỉnh Sơn Đông đã lọt vào danh sách 100 thành phố hàng đầu ở Trung Quốc, số lượng được xếp hạng đầu tiên ở mỗi tỉnh. Năm 2017, GDP tăng 7,4% so với năm trước và vượt bảy nghìn tỷ NDT. Thương mại nước ngoài của Sơn Đông đã phục hồi mạnh mẽ, với các đối tác xuất nhập khẩu là Hoa Kỳ, Liên minh châu Âu, Nhật Bản, Hàn Quốc, Hiệp hội các quốc gia Đông Nam Á. Năm 2017, tổng giá trị xuất nhập khẩu đạt 17.823 tỷ nhân dân tệ. Năm 2018, Sơn Đông là tỉnh đông thứ hai về số dân, đứng thứ ba về kinh tế Trung Quốc với 100,4 triệu dân, tương đương Philippines và GDP đạt 7,65 nghìn tỷ NDT (1,165 nghìn tỷ USD), tương ứng với México, hạng 15 thế giới, GDP bình quân đầu người đạt 11.525 USD, hạng chín trong nước.

## Danh sách Tỉnh trưởng Chính phủ Nhân dân tỉnh Sơn Đông
Từ năm 1949 tính đến hiện tại, Chính phủ Nhân dân tỉnh Sơn Đông có 19 Tỉnh trưởng Chính phủ Nhân dân.
| STT                                                       | Tên                                                     | Quê quán                                                | Sinh năm                                                | Nhiệm kỳ                                                | Chức vụ về sau (gồm hiện) | Chức vụ trước, tình trạng |
| Chủ tịch Chính phủ Nhân dân tỉnh Sơn Đông (1949 - 1955)   | Chủ tịch Chính phủ Nhân dân tỉnh Sơn Đông (1949 - 1955) | Chủ tịch Chính phủ Nhân dân tỉnh Sơn Đông (1949 - 1955) | Chủ tịch Chính phủ Nhân dân tỉnh Sơn Đông (1949 - 1955) | Chủ tịch Chính phủ Nhân dân tỉnh Sơn Đông (1949 - 1955) | Chủ tịch Chính phủ Nhân dân tỉnh Sơn Đông (1949 - 1955) | Chủ tịch Chính phủ Nhân dân tỉnh Sơn Đông (1949 - 1955) |
| --------------------------------------------------------- | ------------------------------------------------------- | ------------------------------------------------------- | ------------------------------------------------------- | ------------------------------------------------------- | --- | --- |
| 1                                                         | Khang Sinh                                              | Chư Thành, Sơn Đông                                     | 1898 - 1975                                             | 03/1949 - 11/1955                                       | Nguyên Phó Chủ tịch Uỷ ban Trung ương Đảng Cộng sản Trung Quốc, Nguyên Ủy viên Ban Thường vụ Bộ Chính trị Đảng Cộng sản Trung Quốc (nhiệm kỳ VIII, XIX, X, vị trí thứ 5, 4, 7), Nguyên Cố vấn Tiểu Tổ Văn Cách Trung ương Trung Quốc, Nguyên Phó Ủy viên trưởng Ủy ban Thường vụ Đại hội Đại biểu Nhân dân Toàn quốc Cộng hòa Nhân dân Trung Hoa, Nguyên Ủy viên Bộ Chính trị Đảng Cộng sản Trung Quốc khóa VII, VIII, IX, X, Nguyên Phó Chủ tịch Ủy ban Toàn quốc Hội nghị Hiệp thương Chính trị Nhân dân Trung Quốc, Nguyên Trưởng Ban Tổ chức Trung ương Đảng Cộng sản Trung Quốc, Nguyên Bí thư Ban Bí thư Ủy ban Trung ương Đảng Cộng sản Trung Quốc, Nguyên Hiệu trưởng Trường Đảng Trung ương Đảng Cộng sản Trung Quốc, Nguyên Bí thư Khu Hoa Đông. | Tỉnh trưởng Chính phủ Nhân dân tỉnh Sơn Đông đầu tiên, Lãnh đạo Quốc gia. Ông phạm tội hãm hại chính khách Trung Quốc cùng Tứ nhân bang, bị trục xuất khỏi Đảng Cộng sản Trung Quốc năm 1980 (sau khi đã chết). Qua đời năm 1975 tại Bắc Kinh. |
| Tỉnh trưởng Ủy ban Nhân dân tỉnh Sơn Đông (1955 - 1967)   |                                                         |                                                         |                                                         |                                                         | | |
| 2                                                         | Triệu Kiện Dân                                          | Quán, Sơn Đông                                          | 1912 - 2012                                             | 03/1955 - 11/1958                                       | Nguyên Ủy viên Ủy ban Cố vấn Trung ương Đảng Cộng sản Trung Quốc. | Qua đời năm 2012 tại Bắc Kinh. |
| 3                                                         | Đàm Khải Long                                           | Viên Khúc, Sơn Tây                                      | 1913 - 2003                                             | 11/1958 - 12/1963                                       | Nguyên Bí thư Tỉnh ủy tỉnh Sơn Đông, Nguyên Bí thư Tỉnh ủy tỉnh Chiết Giang, Nguyên Bí thư Tỉnh ủy tỉnh Tứ Xuyên, Nguyên Bí thư Tỉnh ủy tỉnh Thanh Hải, Nguyên Tỉnh trưởng Chính phủ Nhân dân tỉnh Chiết Giang, Nguyên Ủy viên Ủy ban Cố vấn Trung ương Đảng Cộng sản Trung Quốc. | Qua đời năm 2003 tại Tế Nam. |
| 4                                                         | Bạch Như Băng                                           | Thanh Giản, Thiểm Tây                                   | 1912 - 1994                                             | 12/1963 - 01/1967                                       | Nguyên Ủy viên Ủy ban Cố vấn Trung ương Đảng Cộng sản Trung Quốc. | Lần thứ nhất làm Chủ nhiệm. Qua đời năm 1994 tại Tế Nam. |
| Chủ nhiệm Ủy ban Cách mạng tỉnh Sơn Đông (1967 - 1979)    |                                                         |                                                         |                                                         |                                                         | | |
| 5                                                         | Vương Hiệu Vũ                                           | Dặc Dương, Giang Tây                                    | 1914 - 1995                                             | 01/1967 - 11/1969                                       | Nguyên Chủ nhiệm Uỷ ban Cách mạng tỉnh Sơn Đông | Bị khai trừ khỏi Đảng năm 1979. Qua đời năm 1965 tại Sơn Đông. |
| 6                                                         | Dương Đắc Chí                                           | Lễ Lăng, Hồ Nam                                         | 1905 - 1994                                             | 03/1971 - 11/1974                                       | Thượng tướng Quân Giải phóng Nhân dân Trung Quốc, nguyên Uỷ viên Bộ Chính trị Đảng Cộng sản Trung Quốc, nguyên Bí thư Ban Bí thư Ủy ban Trung ương Đảng Cộng sản Trung Quốc, nguyên Phó Chủ tịch Quân ủy Trung ương Trung Quốc, nguyên Tham mưu trưởng Bộ Tham mưu liên hợp Quân ủy Trung ương Trung Quốc, nguyên Ủy viên Ủy ban Cố vấn Trung ương Đảng Cộng sản Trung Quốc. | Lãnh đạo cấp Phó Quốc gia. Qua đời năm 1994 tại Bắc Kinh. |
| 4                                                         | Bạch Như Băng                                           | Thanh Giản, Thiểm Tây                                   | 1912 - 1994                                             | 11/1974 - 12/1979                                       | Nguyên Ủy viên Ủy ban Cố vấn Trung ương Đảng Cộng sản Trung Quốc. | Lần thứ hai làm Chủ nhiệm. Qua đời năm 1994 tại Tế Nam. |
| Tỉnh trưởng Chính phủ Nhân dân tỉnh Sơn Đông (1979 - nay) |                                                         |                                                         |                                                         |                                                         | | |
| 7                                                         | Tô Nghị Nhiên                                           | Thương Khê, Tứ Xuyên                                    | 1918 -                                                  | 12/1979 - 12/1982                                       | Nguyên Ủy viên Ủy ban Cố vấn Trung ương Đảng Cộng sản Trung Quốc. | Trước đó là Phó Tỉnh trưởng Chính phủ Nhân dân tỉnh Sơn Đông. |
| 8                                                         | Lương Bộ Đình                                           | Vi Sơn, Sơn Đông                                        | 1921 -                                                  | 12/1982 - 06/1985                                       | Nguyên Bí thư Tỉnh ủy tỉnh Thanh Hải, Nguyên Bí thư Tỉnh uỷ tỉnh Sơn Đông. | Trước đó là Phó Bí thư Tỉnh uỷ tỉnh Sơn Đông. |
| 9                                                         | Lý Xương An                                             | Đài An, Liêu Ninh                                       | 1935 -                                                  | 06/1985 - 07/1987                                       | Nguyên Phó Tổng thư ký Quốc vụ viện Cộng hoà Nhân dân Trung Hoa. | Trước đó là Phó Bí thư Tỉnh uỷ tỉnh Sơn Đông. |
| 10                                                        | Khương Xuân Vân                                         | Lai Tây, Sơn Đông                                       | 1930 -                                                  | 07/1987 - 03/1989                                       | Nguyên Ủy viên Bộ Chính trị Đảng Cộng sản Trung Quốc, Nguyên Phó Tổng lý Quốc vụ viện, Nguyên Phó Ủy viên trưởng Ủy ban Thường vụ Đại hội Đại biểu Nhân dân Toàn quốc Cộng hòa Nhân dân Trung Hoa, Nguyên Bí thư Ban Bí thư Ủy ban Trung ương Đảng Cộng sản Trung Quốc, Nguyên Bí thư Tỉnh uỷ tỉnh Sơn Đông. | Lãnh đạo cấp Phó Quốc gia. Trước đó là Phó Tỉnh trưởng Chính phủ Nhân dân tỉnh Sơn Đông. |
| 11                                                        | Triệu Chí Hạo                                           | Long Khẩu, Sơn Đông                                     | 1931 -                                                  | 03/1989 - 02/1995                                       | Nguyên Bí thư Tỉnh ủy tỉnh Sơn Đông. Nguyên Chủ nhiệm Uỷ ban Thường vụ Đại hội Đại biểu Nhân dân tỉnh Sơn Đông. | Trước đó là Phó Tỉnh trưởng Chính phủ Nhân dân tỉnh Sơn Đông. |
| 12                                                        | Lý Xuân Đình                                            | Yên Đài, Sơn Đông                                       | 1936 -                                                  | 02/1995 - 01/2001                                       | Nguyên Ủy viên thường vụ Ủy ban Toàn quốc Hội nghị Hiệp thương Chính trị Nhân dân Trung Quốc. | Trước đó là Phó Tỉnh trưởng Chính phủ Nhân dân tỉnh Sơn Đông. |
| 13                                                        | Trương Cao Lệ                                           | Tân Giang, Phúc Kiến                                    | 1946 -                                                  | 12/2001 - 01/2003                                       | Nguyên Ủy viên Ban Thường vụ Bộ Chính trị Đảng Cộng sản Trung Quốc (lãnh đạo vị trí thứ bảy), Nguyên Phó Tổng lý Quốc vụ viện thứ nhất, Nguyên Bí thư Thành ủy thành phố Thiên Tân, Nguyên Bí thư Tỉnh ủy tỉnh Sơn Đông. | Lãnh đạo Quốc gia vị trí thứ bảy. Trước đó là Bí thư Thị uỷ Thâm Quyến. |
| 14                                                        | Hàn Ngụ Quần                                            | Từ Châu, Giang Tô                                       | 1943 -                                                  | 01/2003 - 06/2007                                       | Nguyên Ủy viên Ủy ban Thường vụ Đại hội Đại biểu Nhân dân Toàn quốc Cộng hòa Nhân dân Trung Hoa. | Trước đó là Phó Bí thư Tỉnh uỷ tỉnh Sơn Đông. |
| 15                                                        | Khương Đại Minh                                         | Vinh Thành, Sơn Đông                                    | 1953 -                                                  | 06/2007 - 03/2013                                       | Nguyên Bộ trưởng Bộ Tài nguyên Đất đai Trung Quốc, Ủy viên thường vụ Ủy ban Toàn quốc Hội nghị Hiệp thương Chính trị Nhân dân Trung Quốc. | Trước đó là Phó Bí thư Tỉnh uỷ tỉnh Sơn Đông. |
| 16                                                        | Quách Thụ Thanh                                         | Chahar Hữu Dực Hậu, Nội Mông                            | 1956 -                                                  | 03/2013 - 02/2017                                       | Ủy viên Ủy ban Trung ương Đảng Cộng sản Trung Quốc khóa XIX, Chủ tịch Ủy ban Điều hành Ngân hàng Trung Quốc. | Trước đó là Chủ tịch Ủy ban Điều hành Chứng khoán Trung Quốc (CSRC). |
| 17                                                        | Cung Chính                                              | Tô Châu, Giang Tô                                       | 1960 -                                                  | 04/2017 - 04/2020                                       | Ủy viên Ủy ban Trung ương Đảng Cộng sản Trung Quốc khóa XIX, Phó Bí thư Thành ủy thành phố Thượng Hải, Quyền Thị trưởng Chính phủ Nhân dân thành phố Thượng Hải. | Trước đó là Phó Bí thư Tỉnh uỷ tỉnh Sơn Đông. |
| 18                                                        | Lý Cán Kiệt                                             | Vọng Thành, Hồ Nam                                      | 1964                                                    | 04/2020                                                 | Ủy viên Ủy ban Trung ương Đảng Cộng sản Trung Quốc khóa XIX, Phó Bí thư Tỉnh ủy tỉnh Sơn Đông, Quyền Tỉnh trưởng Chính phủ Nhân dân tỉnh Sơn Đông. | Bộ trưởng Bộ Bảo vệ Môi trường Cộng hòa Nhân dân Trung Hoa. |

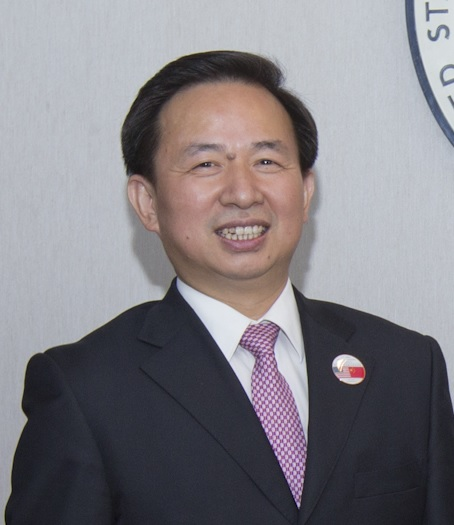
Lý Cán Kiệt (1964), Ủy viên Trung ương khóa XIX, Quyền Tỉnh trưởng Sơn Đông (2020).
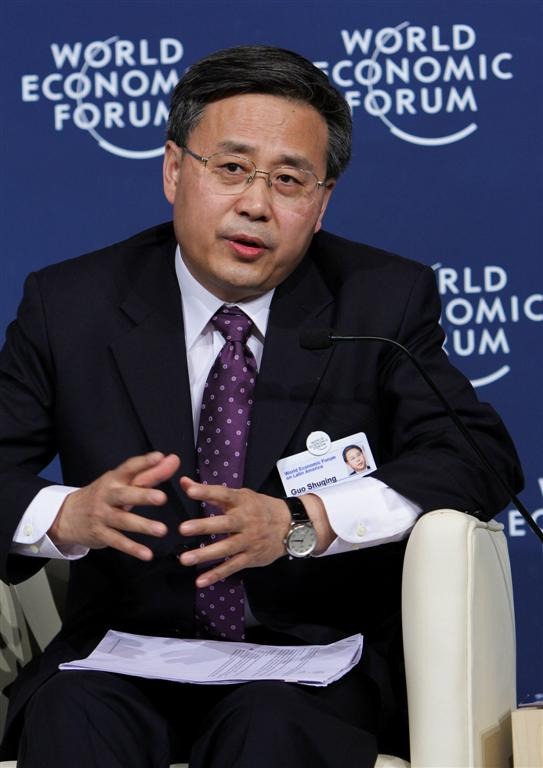
Quách Thụ Thanh (1955 -), Chủ tịch Ủy ban Điều hành Ngân hàng Trung Quốc, nguyên Tỉnh trưởng Chính phủ Nhân dân tỉnh Sơn Đông (2013 - 2017).
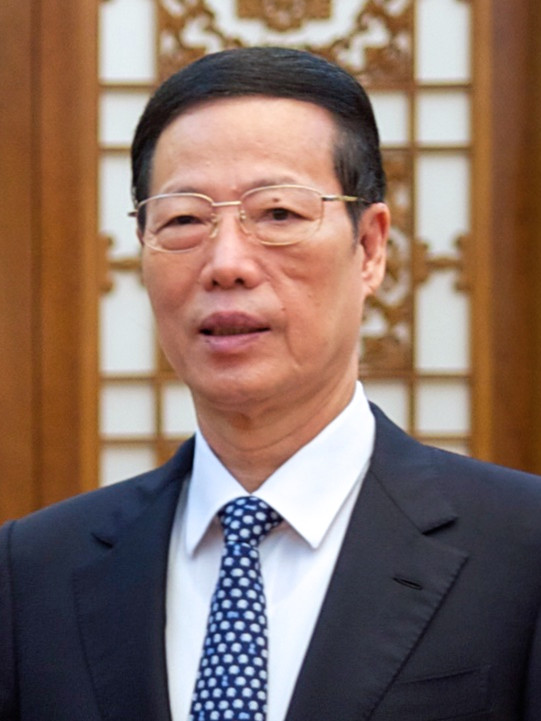
Trương Cao Lệ (1946 -), nguyên Uỷ viên Ban Thường vụ Bộ Chính trị Đảng Cộng sản Trung Quốc (lãnh đạo thứ bảy), nguyên Phó Tổng lý Quốc vụ viện thứ nhất, nguyên Tỉnh trưởng Chính phủ Nhân dân tỉnh Sơn Đông (2001 - 2003).
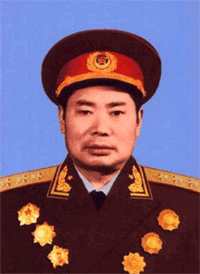
Dương Đắc Chí (1911 - 1994), Thượng tướng Quân Giải phóng Nhân dân Trung Quốc, nguyên Ủy viên Bộ Chính trị Đảng Cộng sản Trung Quốc, nguyên Tham mưu trưởng Giải phóng quân Nhân dân Trung Quốc, nguyên Chủ nhiệm Uỷ ban Cách mạng tỉnh Sơn Đông (1971 - 1974).
Vương Hiệu Vũ (bên trái) (1914 - 1995), nguyên Chủ nhiệm Uỷ ban Cách mạng tỉnh Sơn Đông (1967 - 1969).Vương Hiệu Vũ (bên trái) (1914 - 1995), nguyên Chủ nhiệm Uỷ ban Cách mạng tỉnh Sơn Đông (1967 - 1969).
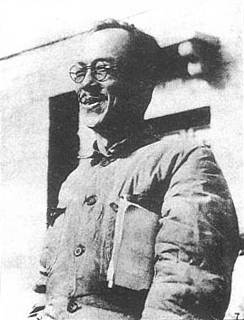
Khang Sinh (1898 - 1975), nguyên Phó Chủ tịch Ủy ban Trung ương Đảng Cộng sản Trung Quốc, nguyên Uỷ viên Ban Thường vụ Bộ Chính trị Đảng Cộng sản Trung Quốc (lãnh đạo thứ tư, năm, bảy), nguyên Chủ tịch Chính phủ Nhân dân tỉnh Sơn Đông (1949 - 1955).

## Tên gọi khác của chức vụ Tỉnh trưởng Chính phủ Nhân dân

#### Chủ tịch Chính phủ Nhân dân tỉnh Sơn Đông (1949 - 1955)
- Khang Sinh, nguyên Chủ tịch Chính phủ Nhân dân tỉnh Sơn Đông (1949 - 1955).

#### Tỉnh trưởng Ủy ban Nhân dân tỉnh Sơn Đông (1955 - 1967)
- Triệu Kiện Dân, nguyên Tỉnh trưởng Ủy ban Nhân dân tỉnh Sơn Đông (1955 - 1958).
- Đàm Khải Long, nguyên Tỉnh trưởng Ủy ban Nhân dân tỉnh Sơn Đông (1958 - 1963).
- Bạch Như Băng, nguyên Tỉnh trưởng Ủy ban Nhân dân tỉnh Sơn Đông (1963 - 1967).

#### Chủ nhiệm Ủy ban Quân Giải phóng Nhân dân Trung Quốc Kiểm soát tỉnh Sơn Đông (1967 - 1968)
- Vương Hiệu Vũ, nguyên Chủ nhiệm Ủy ban Quân Giải phóng Nhân dân Trung Quốc Kiểm soát tỉnh Sơn Đông (1967 - 1968).

#### Chủ nhiệm Ủy ban Cách mạng tỉnh Sơn Đông (1968 - 1979)
- Vương Hiệu Vũ, nguyên Chủ nhiệm Ủy ban Cách mạng tỉnh Sơn Đông (1968 - 1969).
- Dương Đắc Chí, Thượng tướng Quân Giải phóng Nhân dân Trung Quốc, nguyên Chủ nhiệm Ủy ban Cách mạng tỉnh Sơn Đông (1971 - 1974).
- Bạch Như Băng, nguyên Chủ nhiệm Ủy ban Cách mạng tỉnh Sơn Đông (1974 - 1979).

## Các lãnh đạo quốc gia Trung Quốc từng là Tỉnh trưởng Chính phủ Nhân dân tỉnh Sơn Đông

Bản đồ Sơn Đông

Trong quãng thời gian từ năm 1949 đến nay, Chính phủ Nhân dân tỉnh Sơn Đông có các lãnh đạo quốc gia từng làm Tỉnh trưởng Chính phủ Nhân dân. Trong đó lãnh đạo cấp quốc gia vi phạm tội hãm hãi Đảng viên cùng Tứ nhân bang là Khang Sinh từng giữ vị trí Tỉnh trưởng Chính phủ Nhân dân tỉnh.
- Khang Sinh (1898 - 1975), nguyên Phó Chủ tịch Uỷ ban Trung ương Đảng Cộng sản Trung Quốc, nguyên Ủy viên Ban Thường vụ Bộ Chính trị Đảng Cộng sản Trung Quốc (nhiệm kỳ VIII, XIX, X, vị trí thứ 5, 4, 7), nguyên Hiệu trưởng Trường Đảng Trung ương Đảng Cộng sản Trung Quốc.
- Trương Cao Lệ (1946 -), nguyên Ủy viên Ban Thường vụ Bộ Chính trị Đảng Cộng sản Trung Quốc (lãnh đạo vị trí thứ bảy), nguyên Phó Tổng lý Quốc vụ viện thứ nhất.

Ngoài ra còn có một số các bộ cao cấp như:
- Khương Xuân Vân (1930 -), nguyên Ủy viên Bộ Chính trị Đảng Cộng sản Trung Quốc, nguyên Phó Tổng lý Quốc vụ viện, nguyên Bí thư Ban Bí thư Ủy ban Trung ương Đảng Cộng sản Trung Quốc.
- Dương Đắc Chí (1905 - 1994), Thượng tướng Quân Giải phóng Nhân dân Trung Quốc, nguyên Uỷ viên Bộ Chính trị Đảng Cộng sản Trung Quốc, nguyên Bí thư Ban Bí thư Ủy ban Trung ương Đảng Cộng sản Trung Quốc, nguyên Phó Chủ tịch Quân ủy Trung ương Trung Quốc, nguyên Tham mưu trưởng Bộ Tham mưu liên hợp Quân ủy Trung ương Trung Quốc.